# Liste der Monuments historiques in Lagny-sur-Marne
Die Liste der Monuments historiques in Lagny-sur-Marne führt die Monuments historiques in der französischen Gemeinde Lagny-sur-Marne auf.

## Liste der Bauwerke
| Bezeichnung                                     | Beschreibung | Standort                                                    | Kennzeichnung | Schutzstatus | Datum | Bild           |
| ----------------------------------------------- | ------------ | ----------------------------------------------------------- | ------------- | ------------ | ----- | -------------- |
| Abteikirche Notre-Dame-des-Ardents-Saint-Pierre |              | (Lage)                                                      | PA00087044    | Classé       | 1886  | weitere Bilder |
| Abtei Lagny                                     |              | (Lage)                                                      | PA00087043    | Inscrit      | 1969  | weitere Bilder |
| Ehemalige Kirche St-Furcy                       |              | 6, place de la Fontaine 11, rue du Temple (Lage)            | PA00087045    | Classé       | 1982  | weitere Bilder |
| Brunnen Saint-Fursy                             |              | (Lage)                                                      | PA00087046    | Inscrit      | 1926  | weitere Bilder |
| Haus Cinq Pignons                               |              | 1, place de la Fontaine (Lage)                              | PA00087047    | Inscrit      | 1970  | weitere Bilder |
| Haus Cinq Pignons                               |              | 3, place de la Fontaine (Lage)                              | PA00087048    | Inscrit      | 1970  | weitere Bilder |
| Haus Cinq Pignons                               |              | 5, place de la Fontaine (Lage)                              | PA00087049    | Inscrit      | 1970  | weitere Bilder |
| Haus Cinq Pignons                               |              | 7, place de la Fontaine 8, place de l'Hôtel-de-Ville (Lage) | PA00087050    | Inscrit      | 1970  | weitere Bilder |
| Haus                                            |              | 8, rue de l'Hôtel-de-Ville 4, cour de l'Abbaye (Lage)       | PA00087051    | Inscrit      | 1956  |                |